# Кальченко Катерина Олексіївна
Катерина Олексіївна Кальченко (1 січня 1992) — українська волейболістка, центральний блокуючий. Гравець національної збірної України.

## Із біографії
Вихованиця луганської волейбольної школи. Перший тренер — Лілія Мелешко. Професіональну кар'єру розпочала в місцевій «Іскрі». У складі южненського «Хіміка» шість разів була чемпіоном України (рекорд клубу; разом з Дарією Степановською і Оленою Напалковою). У 2014 році переїхала до Туреччини, де в той час вде виступав її чоловік гандболіст Едуард Захаров.
У складі студентської збірної брала участь у двох Універсіадах (2011, 2015). Перший турнір проходив у китайському місті Шеньчжень. У Південній Кореї студентка Харківської державної академії фізичної культури здобула звання віце-чемпіонки. Виступала за національну команду України (2006—2018).

## Клуби
| Роки      | Команди                |
| --------- | ---------------------- |
| 2006—2010 | «Іскра» (Луганськ)     |
| 2010—2016 | «Хімік» (Южне)         |
| 2016—2018 | «Карайолларі» (Анкара) |
| 2018—2019 | «Гямеенлінна»          |

## Досягнення
- Чемпіон України (6): 2011, 2012, 2013, 2014, 2015, 2016
- Володар кубка України (3): 2014, 2015, 2016

## Статистика
Статистика виступів за «Хімік»:
| Сезон     | Команда | Кількість матчів | Кількість матчів | Кількість матчів | Кількість матчів |
| Сезон     | Команда | Чемпіонат        | Кубок            | Єврокубки        | Всього           |
| --------- | ------- | ---------------- | ---------------- | ---------------- | ---------------- |
| 2010—2011 | «Хімік» | 26               | 5                | 6                | 37               |
| 2011—2012 | «Хімік» |                  | 4                | 6                |                  |
| 2012—2013 | «Хімік» | 25               | 4                | 4                | 33               |
| 2013—2014 | «Хімік» | 32               | 4                | 5                | 41               |
| 2014—2015 | «Хімік» |                  | 2                | 10               |                  |
| 2015—2016 | «Хімік» |                  | 4                | 5                |                  |
| Всього    | Всього  |                  | 23               | 36               |                  |